# HWA Team
Het HWA Team is een Duits autosportteam. Het team is onderdeel van de Daimler AG en heeft zijn huis in Affalterbach in de Duitse deelstaat Baden-Württemberg.

## Geschiedenis
De naam HWA is afkomstig van Hans Werner Aufrecht, die in 1967 AMG oprichtte. Aan het eind van 1998 verkocht Aufrecht een groot deel van de aandelen aan DaimlerChrysler AG, waardoor de autosportafdeling van AMG voortaan onder de naam HWA georganiseerd werd.
Vanaf de heroprichting van de Deutsche Tourenwagen-Masters in 2000 heeft HWA deelgenomen aan het kampioenschap als een van de klantenteams van Mercedes-Benz. Het team kende grote successen, zo werd Bernd Schneider viermaal kampioen in de klasse in 2000, 2001, 2003 en 2006. Ook werd Gary Paffett kampioen in 2005 en won Paul di Resta in 2010 het kampioenschap. Tevens won Mercedes negen van de eerste elf constructeurskampioenschappen in de klasse. Hierna volgden een aantal moeilijke jaren; er werden nog wel ieder jaar een aantal races gewonnen, maar kampioenschappen bleven uit. In 2014 werd Pascal Wehrlein weer kampioen voor het team, maar de constructeurstitel ging dat jaar naar BMW. In 2018, het laatste DTM-seizoen waar Mercedes aan deel zou nemen, werd Gary Paffett voor de tweede keer in zijn carrière kampioen bij de coureurs en behaalde Mercedes-Benz voor het eerst sinds 2010 ook het kampioenschap voor de constructeurs binnen. HWA werd zo ook kampioen bij de teams.
Naast de DTM-activiteiten produceert HWA ook motoren voor een aantal Formule 3-teams onder de vlag van Mercedes-Benz. In het seizoen 2019 doet het met een eigen team mee aan het nieuwe FIA Formule 3-kampioenschap. In het seizoen 2018-2019 stapte HWA over van de DTM naar de Formule E als klantenteam van Venturi. Het team maakte zijn entree in het kampioenschap, voordat Mercedes-Benz deze inschrijving in het seizoen 2019-2020 overnam. Vanaf 2020 heeft het team tevens een eigen inschrijving in de Formule 2 als vervanger van Arden International. In het seizoen 2022 trok het team zich terug uit zowel de Formule 2 als de Formule 3, waarbij hun inschrijving in beide klassen werd overgenomen door Van Amersfoort Racing.